# Base aérienne Oghab 44
Oghab 44 (en persan : عقاب 44, en anglais Eagle 44) est une base aérienne souterraine iranienne inaugurée en février 2023 situé dans la province du Hormozgan. C'est la première base aérienne tactique et secrète[Quoi ?] de l'armée de l'air qui abrite des chasseurs, des bombardiers et des drones iraniens,.

## Description
Oghab 44 comprend : une zone d'alerte, un poste de commandement, des hangars pour avions, des installations de réparation et d'entretien, des équipements de navigation et d'aéroport et un stockage de carburant. 
Les bases souterraines sont utilisées pour protéger les avions de chasse dans des endroits sécurisés et équiper les avions de systèmes de guerre électronique et d'une variété de bombes et de missiles, notamment des missiles Yasin, Qaem et Asef, permettant des frappes aériennes à longue portée et étendant les frappes stratégiques à des cibles éloignées. 
Les Forces armées iraniennes ont déclaré que le site Eagle 44 est l'une des installations militaires les plus importantes d'Iran. Des analystes ont également déclaré au Times que la construction d'une base aussi complexe pour abriter la flotte de chasseurs vieillissante de l'Iran n'aurait pas beaucoup de sens et qu'elle a donc probablement été conçue pour les nouveaux Soukhoï Su-35.

## Dénomination
La numérotation de cette base n'est pas conforme à la méthode conventionnelle de l'armée iranienne pour les bases de chasse de l'armée de l'air, qui était basée sur les chiffres de 1 à 14. Le chiffre 44 fait référence au quarante-quatrième anniversaire de la révolution de 1979 en Iran. La Force aérienne de la république islamique d'Iran l'a qualifiée de base « hybride » capable d'utiliser des drones et des chasseurs avec équipage. 